# Фролов, Александр Николаевич (хоккеист)
Александр Николаевич Фролов (14 июня 1952, Саров, Горьковская область — 26 мая 2000, Белек, Анталья) — советский хоккеист, нападающий. Мастер спорта СССР.

## Биография
Воспитанник саровского хоккея. В сезоне 1970/71 — игрок команды первенства РСФСР СКИФ Смоленск (команда Смоленского государственного института физической культуры). В классе «Б» играл за «Буревестник» Смоленск (1971/72), «Маяк» Куйбышев (1973/74). В сезоне 1974/75 выступал в первой лиге за СКА Куйбышев. Следующий сезон начал в команде второй лиги «Металлург» Череповец, затем — в «Торпедо» Горький, за которое провёл девять сезонов в высшей лиге — 300 игр, 55 шайб.
Окончил Высшую школу тренеров. Главный тренер «Сокола» Новочебоксарск (1987/88). Тренер «Кварца» Бор (1988/89 — 1991/92). Главный тренер «Торпедо-2» НН (1992/93 — 1996/97). Тренер «Торпедо» в сезоне 1997/98. Со следующего сезона — главный тренер.
Скончался 26 мая 2000 года от сердечного приступа на сборах в турецком Белеке, не дожив 19 дней до 48-летия.
Похоронен на Старо-Автозаводском кладбище Нижнего Новгорода.
Сын Александр — также хоккеист и тренер.